# Kurt Student
Kurt Student (12. maj 1890 – 1. juli 1978) var en tysk general, der i 1938 skabte Tysklands første faldskærmsbataljon. Det var hans faldskærmstropper – den 7. faldskærmsdivision – der blev anvendt i 1940 i Norge, Belgien og i Holland, og hans tropper spillede en afgørende rolle i invasionen af Kreta, men tabene her var så store (4000 mand), at Hitler blev skræmt fra at bruge luftlandsætning i større skala herefter.